# Hautefond
Hautefond é uma comuna francesa na região administrativa de Borgonha-Franco-Condado, no departamento Saône-et-Loire. Estende-se por uma área de 13,29 km². Em 2010 a comuna tinha 217 habitantes (densidade: 16,3 hab./km²).